# Académie québécoise du théâtre
 (juillet 2020).
 (juillet 2020).
Si vous disposez d'ouvrages ou d'articles de référence ou si vous connaissez des sites web de qualité traitant du thème abordé ici, merci de compléter l'article en donnant les références utiles à sa vérifiabilité et en les liant à la section « Notes et références ».
Pour les articles homonymes, voir AQT.
L'Académie québécoise du théâtre (AQT) est un organisme à but non lucratif fondé par le Conseil québécois du théâtre en septembre 1993 et qui a cessé ses opérations en 2008.
Elle avait pour mandat de promouvoir le théâtre au Québec, d'y favoriser son développement et de mettre en valeur l'excellence de ses artisans.
L’Académie organisait chaque année la Soirée des Masques, un gala visant à récompenser les artisans du monde du théâtre et à leur rendre hommage. Le dernier gala télévisé a eu lieu en 2006, le gala se produisant ensuite en salle avant de disparaître, faute de financement.
Le trophée remis au lauréat avait été conçu par le sculpteur québécois Charles Daudelin. Le logo avait quant à lui été conçu par Richard Leclerc.